# Werner Tegtmeier
Werner Heinz Tegtmeier (* 27. September 1940 in Hannover; † 15. Juni 2025 in Berlin) war ein deutscher Verwaltungsbeamter, der unter anderem zwischen 1987 und 2002 Beamteter Staatssekretär im Bundesministerium für Arbeit und Soziales war.

## Leben
Werner Tegtmeier absolvierte nach dem Schulbesuch zwischen 1957 und 1960 eine Ausbildung zum Industriekaufmann und war danach als Kaufmännischer Angestellter für die Continental Gummiwerke AG in Hannover tätig. Im Anschluss begann er 1961 ein Studium an der Akademie für Wirtschaft und Politik in Hamburg sowie zwischen 1963 und 1967 ein Studium der Wirtschafts- und Sozialwissenschaften, das er als Diplom-Kaufmann beendete. 1966 wurde er Mitglied der Sozialdemokratischen Partei Deutschlands (SPD). Im Anschluss war er zwischen 1967 und 1970 Geschäftsführer im Stab der Sachverständigenkommission zur Auswertung der bisherigen Erfahrungen bei der Mitbestimmung (Mitbestimmungskommission) der Bundesregierung, der sogenannten „Biedenkopf-Kommission“.
Am 1. Mai 1970 wechselte Tegtmeier als Wissenschaftlicher Mitarbeiter ins Bundeskanzleramt und war dort zunächst Leiter des Referats IV/3, das für das Bundesministerium für Arbeit und Sozialordnung, Sozial- und Gesellschaftspolitik, Arbeitsmarktpolitik, Vermögenspolitik, ziviler Ersatzdienst, Bundesanstalt für Arbeit sowie den Kabinettsausschuss für Soziales und Gesundheit zuständig war. 1973 schloss er seine Promotion zum Dr. rer. pol. am Fachbereich Wirtschaftswissenschaften der Universität Hamburg mit der Dissertation Wirkungen der Mitbestimmung der Arbeitnehmer. Eine sozial-ökonomische Analyse potentieller und faktischer Wirkungen der Mitbestimmung im Unternehmen und im unternehmensexternen Bereich ab. Danach war er im Bundeskanzleramt zwischen 1973 und 1976 Leiter der Gruppe V/I, die ab 1976 in Gruppe 51 umbenannt wurde, die für Politische Planung der Legislaturperiode, Ablaufplanung, Arbeitsprogramme der Bundesregierung, Planungsbeauftragte und Politische Analysen verantwortlich war.
1977 trat Werner Tegtmeier ins Bundesministerium für Arbeit und Sozialordnung ein und war dort bis 1987 als Ministerialdirektor Leiter der Abteilung I (Grundsatz- und Planungsabteilung). Als Nachfolger von Manfred Baden wurde er 1987 Beamteter Staatssekretär im Bundesministerium für Arbeit und Soziales und hatte dieses Amt bis zu seinem Eintritt in den Ruhestand 2002 inne. Am 21. Mai 2008 wurde er Mitglied des Aufsichtsrates der Salzgitter AG.

## Veröffentlichung
- Wirkungen der Mitbestimmung der Arbeitnehmer. Eine sozial-ökonomische Analyse potentieller und faktischer Wirkungen der Mitbestimmung im Unternehmen und im unternehmensexternen Bereich, Vandenhoeck & Ruprecht, Dissertation Universität Hamburg, 1973, ISBN 978-3-525-12228-0
- Die wirtschaftliche und soziale Position der Bundesrepublik vor dem Hintergrund des EG-Binnenmarktes. Vortrag anlässlich der Eröffnung des Sommersemesters 1989, Speyer, 3. Mai 1989, Deutsche Universität für Verwaltungswissenschaften Speyer, 1989
- Zur Finanzierung und Finanzierbarkeit sozialer Sicherung bei veränderten Rahmenbedingungen, Universität Bremen, Zentrum für Sozialpolitik, 1997
- Arbeitsmarktpolitik – Anspruch und Wirklichkeit von Arbeitsmarktreformen, Universität Bremen, Zentrum für Sozialpolitik, 2007